# Daniel Magnusson
Pour les articles homonymes, voir Magnusson.
Daniel Magnusson, né le 8 mars 2000 à Karlstad dans la Province de Värmland, est un curleur suédois. Avec l'équipe de Suède, il remporte notamment le titre olympique en 2022 ainsi que les Championnats du monde en 2019, en 2021 et en 2022 à chaque fois en tant que remplaçant.